# Верџилајна (Вирџинија)
Верџилајна (енгл. Virgilina) град је у америчкој савезној држави Вирџинија. По попису становништва из 2010. у њему је живело 154 становника.

## Демографија
Према попису становништва из 2010. у граду је живело 154 становника, што је 5 (3,1%) становника мање него 2000. године.
| Група             | 2000.       | 2010.       |
| Белци             | 148 (93,1%) | 134 (87,0%) |
| Афроамериканци    | 9 (5,7%)    | 11 (7,1%)   |
| Азијати           | 0 (0,0%)    | 0 (0,0%)    |
| Хиспаноамериканци | 0 (0,0%)    | 1 (0,6%)    |
| Укупно            | 159         | 154         |